# Nicolas Leblanc
Nicolas Leblanc (Ivoy-le-Pré, 1742. december 6. – Párizs, 1806. január 16.) francia orvos és kémikus. Ő dolgozta ki a szódagyártás első nagyipari eljárását.

## Élete, munkássága
1742. december 6-án született Franciaországban Ivoy-le-Pré-ben. Apja egy vasműben dolgozott hivatalnokként, de nem tudta felnevelni őt, hiszen 1751-ben elhunyt. Nicolas ezután Bourges-ba került a család jó barátjához, Dr. Bienhez. Gyámja nagy hatást gyakorolt a fiatal fiúra, aki a gyógyászat iránt kezdett érdeklődni. Miután 1759-ben Bien is meghalt, Párizsba ment, és az École de Chirurgie (sebész iskola) hallgatója lett. Az orvosi diploma megszerzése után rendelőt nyitott, és praktizálni kezdett. 1775-ben megnősült; négy év múlva fiuk született. 
Az orvosi praxis azonban nem jövedelmezett eléggé, ezért 1780-ban örömmel fogadta el a felkérést és Louis Philippe Joseph d’Orléans háziorvosa lett, aki támogatta kutatásait is. Jean D’Arcet kémia professzor laboratóriumában 1791-ben kidolgozta az úgynevezett Leblanc-féle szódagyártást. Ehhez kősóból állított elő lúgot. Találmánya alapján sikerült a vegyészeknek marónátront (nátrium-hidroxid) készíteniük; ez volt az előszoba a szappan ipari méretű előállításához. 
Korszakalkotó szabadalma akár gazdaggá is tehette volna, de közbeszólt a francia forradalom. Pártfogóját lefejezték, szabadalma közkincs lett, a szódagyárat államosították. Leblanc teljesen elszegényedett, és 1806. január 16-án főbe lőtte magát.